# Kistelek (stacja kolejowa)
Kistelek (węg. Kistelek vasútállomás) – stacja kolejowa na Węgrzech, w Kistelek (komitat Csongrád). Znajduje się na linii 140 Cegléd – Segedyn.

## Historia
Linia Kiskunfélegyháza–Segedyn została otwarta 4 marca 1854. W roku 1855 linia została sprzedana prywatnej (wbrew nazwie) spółce Austro-Węgierskie Koleje Państwowe. W XX wieku proponowano, by Kistelek stał się punktem wyjścia do budowy nowej podmiejskiej kolei do Sándorfalva, Dóc, Baks i Szatymaz. Plany ostatecznie nie zostały zrealizowane. Stacja znajduje się na pobliskiej farmie. Obecnie ruch towarowy jest niewielki, po raz ostatni większe ładunki przewożono tędy w związku z budową autostrady M5.